# Oberea pupillata
Oberea pupillata là một loài bọ cánh cứng trong họ Cerambycidae.

## Hình ảnh

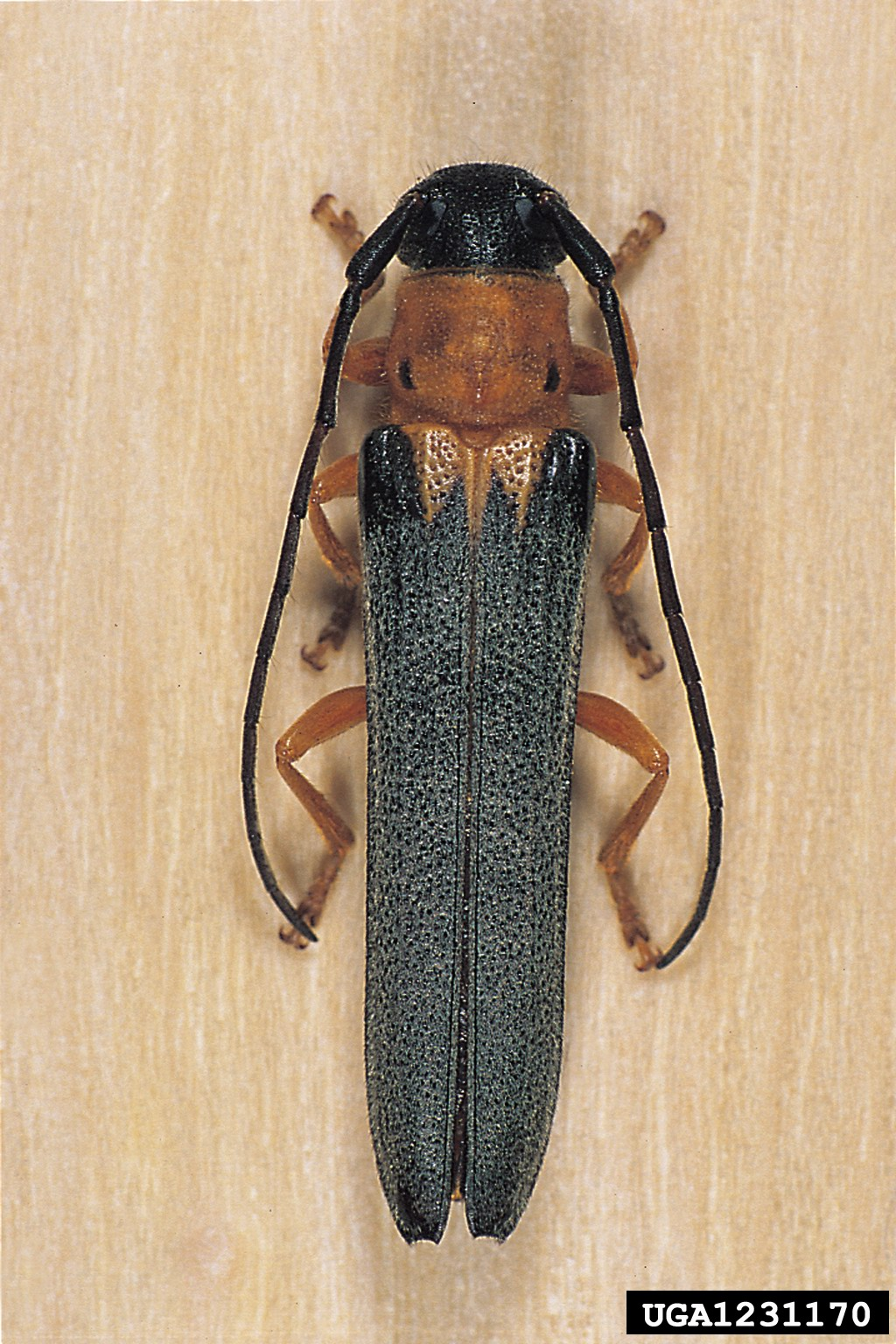